# 岩屋良造
岩屋 良造 （いわや りょうぞう、1958年4月24日 - ）は、日本の実業家。ミツミ電機株式会社代表取締役社長、株式会社ミネベアミツミ取締役副社長執行役員、ユーシン取締役を歴任。

## 来歴
1981年3月、駒澤大学経済学部卒業。同年4月、ミネベアミツミ入社。
1989年12月、東京支店東京販売部長。2009年6月、執行役員電子機器事業本部ライティングデバイス事業部長。
2013年6月、常務執行役員。2015年4月、電子機器製造本部副本部長 兼 電子デバイス部門担当 兼 ライティングデバイス事業部長。
2015年6月、取締役専務執行役員。
2017年1月、ミツミ事業本部長 兼 ミツミ電機代表取締役副社長執行役員。
2017年4月、ミツミ電機代表取締役社長執行役員に就任。同年6月、電子機器製造本部長（現 電子機器事業本部長）。
2019年8月、株式会社ユーシン取締役（兼任）。
2019年10月、ミネベアミツミ取締役副社長執行役員　電子機器関連事業統括 兼 電子機器事業部長 兼 ミツミ事業本部長 兼 事業開発本部長。
2019年10月、エイブリック株式会社（ABLIC Inc.）取締役（兼務）。